# HH Волос Вероники
HH Волос Вероники (лат. HH Comae Berenices), HD 115708 — двойная звезда в созвездии Волос Вероники на расстоянии приблизительно 413 световых лет (около 127 парсек) от Солнца. Видимая звёздная величина звезды — от +7,85m до +7,77m. Возраст звезды определён как около 912 млн лет.

## Характеристики
Первый компонент — белая вращающаяся переменная звезда типа Альфы² Гончих Псов (ACV) спектрального класса A2p*, или A2, или A3pSrEu. Масса — около 1,8 солнечной, радиус — около 1,845 солнечного, светимость — около 9,765 солнечной. Эффективная температура — около 7691 K.
Второй компонент — красный карлик спектрального класса M. Масса — около 224,98 юпитерианской (0,2148 солнечной). Удалён в среднем на 1,819 а.е..